# Abutilon lepidum
Abutilon lepidum är en malvaväxtart som först beskrevs av Ferdinand von Mueller, och fick sitt nu gällande namn av A.S. Mitchell. Abutilon lepidum ingår i släktet klockmalvor, och familjen malvaväxter. Inga underarter finns listade i Catalogue of Life.